# Newport (condado de Sullivan)
Newport es un lugar designado por el censo ubicado en el condado de Sullivan en el estado estadounidense de Nuevo Hampshire. En el Censo de 2010 tenía una población de 4.769 habitantes y una densidad poblacional de 138,85 personas por km².

## Geografía
Newport se encuentra ubicado en las coordenadas 43°22′1″N 72°10′36″O / 43.36694, -72.17667. Según la Oficina del Censo de los Estados Unidos, Newport tiene una superficie total de 34.35 km², de la cual 34.35 km² corresponden a tierra firme y (0%) 0 km² es agua.

## Demografía
Según el censo de 2010, había 4.769 personas residiendo en Newport. La densidad de población era de 138,85 hab./km². De los 4.769 habitantes, Newport estaba compuesto por el 96.94% blancos, el 0.25% eran afroamericanos, el 0.31% eran amerindios, el 0.46% eran asiáticos, el 0% eran isleños del Pacífico, el 0.19% eran de otras razas y el 1.85% pertenecían a dos o más razas. Del total de la población el 1.09% eran hispanos o latinos de cualquier raza.